# باولوا ماتسا
باولوا ماتسا (بالإيطالية: Paolo Mazza)‏ (مواليد 21 يوليو 1901) هو لاعب كرة قدم. يلعب مع منتخب إيطاليا لكرة القدم. سبق له أن لعب في كأس العالم لكرة القدم مع منتخب بلاده.